# Bartonella quintana
Bartonella quintana, früher Rochalimaea quintana genannt, der Erreger des Fünf-Tage-Fiebers, rief während des Ersten Weltkrieges große Epidemien unter den alliierten Soldaten der Westfront hervor, weswegen die Krankheit auch den Namen Schützengrabenfieber erhielt. Die Erkrankung zeichnet sich durch plötzlich einsetzende Kopfschmerzen, aseptische Meningitis, persistierendes Fieber sowie andere unspezifische Symptome aus und wird von Mensch zu Mensch durch die Kleiderlaus, Pediculus humanus corporis, übertragen. Mit dem Rückgang der Epidemien nach dem Ende des Zweiten Weltkrieges nahm auch das Interesse an Bartonella quintana ab, bis das Bakterium 1992 als einer der Erreger der bazillären Angiomatose (BA) identifiziert wurde. Neuere Erkenntnisse zeigen, dass der Erreger maßgeblich zum Verlust von Napoleons Armee auf dem Rückzug vom Russlandfeldzug 1812 beigetragen haben könnte.
Möglicherweise zeigt auch eine Fallbeschreibung für die Stadt Adorf/Vogtl., dass die heimziehenden Reste der ehem. "Grande Armee" massiv mit dieser Infektionskrankheit zu kämpfen hatten.